# Sembilanocera clavata
Sembilanocera clavata är en stekelart som beskrevs av Charles Thomas Brues 1940. Sembilanocera clavata ingår i släktet Sembilanocera och familjen Scelionidae. Inga underarter finns listade i Catalogue of Life.